# 99 Homes
99 Homes je americké filmové drama, které natočil režisér Ramin Bahrani podle scénáře, který napsal spolu s Amirem Naderim. Děj filmu se odehrává na Floridě a hlavní roli Dennise Nashe v něm ztvárnil Andrew Garfield. Jeho rodině byl sebrán dům, a to kvůli iniciativě podnikatele Ricka Carvera (Michael Shannon). Nash později vypomáhal Carverovi s vystěhováváním ostatních lidí. V dalších rolích se ve filmu představili například Laura Dernová a Noah Lomax. Snímek byl věnován kritikovi Rogeru Ebertovi. Premiéru měl 29. srpna 2014 na 71. ročníku Benátského filmového festivalu.